# Amin
Amini  so organske spojine s funkcionalno skupino, ki vsebuje dušikov atom s parom neveznih elektronov. Amini so derivati amonijaka, v katerem je eden ali več vodikovih atomov zamenjanih, na primer z alkilnimi ali arilnimi skupinami. Med pomembne amine spadajo amino kisline, biogeni amini (acetilholin, histamin, serotonin...), trimetilamin in anilin.
Spojine z dušikovim atomom ob karbonilni skupini s splošno formulo R−CO−NR2 so amidi, ki imajo povsem drugačne kemijske lastnosti kot amini.

## Uvod

### Alifatski amini
Primarni, sekundarni in terciarni amini so derivati amonijaka, ki imajo en, dva ali vse tri vodikove atome zamenjane z organsko substituento. Dušikov atom ima lahko tudi štiri alkilne substituente. V tem primeru govorimo o kvarternem amonijevem kationu s splošno formulo NR+4, ki je obstojen samo v kombinaciji z ustreznim anionom.
Organske spojine imajo lahko tudi več amino skupin. Takšne spojine se imenujejo imenujejo diamini, triamini, tetramini itd.
| Primarni amin | Sekundarni amin | Terciarni amin |
| ------------- | --------------- | -------------- |
| primary amine | secondary amine | tertiary amine |

### Aromatski amini
Aromatski amini imajo na dušikov atom vezan aromatski obroč. Najenostavnejši aromatski amin je anilin. Aromatski obroč močno zmanjša bazičnost aminov, amino skupina pa zaradi učinka doniranja elektrona močno poveča reaktivnost aromatskega obroča.

## Nomenklatura
Za poimenovanje aminov se uporabljajo
- predpona N−, ki pomeni substitucijo na dušikovem atomu,
- predpona amino- in
- pripona –amin.

### Sistematična imena
| Imena nižjih aminov se tvorijo s pripono -amin. metilamin | Imena višjih aminov se tvorijo s predpono amino-. 2-aminopentan (lahko tudi pent-2-il-amin ali pentan-2-amin) |

Sistematična imena najpogostejših aminov:

### Primarni amini
- metilamin
- etanolamin ali 2-aminoetanol
- trisamin, običajno samo tris, ki se kot klorid uporablja kot pufer pH
- Aromatski amini
  - anilin

### Sekundarni amini
- dimetilamin
- metiletanolamin ali 2-(metilamino)etanol
- Ciklični amini
  - aziridin (tričlenski obroč)
  - azetidin (štiričlenski obroč)
  - pirolidin (petčlenski obroč)
  - piperidin (šestčlenski obroč)

### Terciarni amini
- trimetilamin
- dimetiletanolamin (DMEA) ali 2-(dimetilamino)etanol
- bis-trisamin, običajno kar bis-tris, ki se uporablja kot pufer pH.

## Fizikalne lastnosti

### Splošne lastnosti
- Vodikova vez ima pomembne vpliv na lastnosti primarni in sekundarnih aminov, pa tudi na lastnosti protoniranih derivatov vseh aminov. Vrelišča aminov so zato višja od vrelišč primerljivih fosfinov in, na splošno, nižja od vrelišč primerljivih alkoholov. Alkoholi imajo zelo podobno zgradbo kot amini, samo da imajo namesto skupine −NH2 skupino −OH. Razlika v vreliščih je posledica večje elektronegativnosti kisika v primerjavi z dušikom. Spojina R−OH je praviloma bolj kisla od primerljive spojine R−NH2.
- Metilamin, dimetilamin, trimetilamin in etilamin so pri standardnih pogojih plini, dietilamin in trietilamin pa sta tekoča. Večina drugih aminov je tekočih, amini z velikimi molskim masami pa so trdni.
- Plinasti amini imajo značilen vonj po amonijaku, tekoči amini pa vonj po ribah.
- Večina alifatskih aminov je delno topnih v vodi, kar je posledica tvorbe vodikove vezi. Z naraščajočim številom ogljikovih atomov topnost pada, posebno pri aminih z več kot šestimi ogljikovmi atomi.
- Alifatski amini so topni v organskih topilih, posebno v polarnih topilih. Primarni amini reagirajo s ketoni, na primer z acetonom, večina pa je nezdružljiva s kloroformom (triklorometan) in ogljikovim tetrakloridom (tertaklorometan).
- Aromatski amini, na primer anilin, imajo svoj nevezni elektronski par konjugiran v benzenov obroč. Njihova tendenca za tvorbo vodikove vezi je zato zmanjšana, sicer pa imajo naslednje lastnosti:
  - njihova vrelišča so zaradi velikosti molekule precej visoka
  - v vodi so slabo topni, topijo pa se v nekaterih organskih topilih
  - so toksični; zelo lahko se resorbirajo skozi kožo in so zato nevarni.

### Kiralnost
Terciarni amimi s splošno formulo NHR1R2 in NR1R2R3 so kiralni, ker ima dušikov atom skupaj z neveznim elektronskim parom štiri substituente. Energija pretvorbe enega izomera v drugega je majhna: v trialkilaminu znaša približno 7 kcal/mol. Pretvorbo ene oblike v drugo se najlaže prikaže z odprtim dežnikom, ki ga obrne veter. Zaradi majhne pretvorbene energije se stereoizomerov vrste NHR1R2 ne da ločiti. Izomere vrste NR1R2R3 se lahko loči, če so R1, R2, R3 vkleščeni v ciklične strukture, kakršni so, na primer, aziridini. Kvarterne amonijeve soli s štirimi različnimi skupinami na dušikovem atomu so lahko optično aktivne.

### Amini kot baze
Amini so, podobno kot amonijak, šibke baze. Njihova bazičnost je odvisna od
- elektronskih lastnosti substituent: alkilna skupina bazičnost povečuje, arilna skupina pa jo zmanjšuje,
- steričnih ovir, ki jih povzročajo skupine, vezane na dušikov atom,
- solvatacije protoniranega amina

Dušikov atom ima nevezni elektronski par, ki lahko veže proton (H+) in tvori amonijev ion R3NH+. Topnost enostavnih aminov v vodi je odvisna predvsem od vodikove vezi med protoni v molekuli vode in neveznimi elektroni dušika.
- Induktivni učinek alkilnih skupin

Induktivni učinek alkilnih skupin (+I) poveča energijo elektronov neveznega elektronskega para in s tem poveča bazičnost. Bazičnost aminov bi torej morala z naraščajočim številom alkilnih skupin naraščati. Pravilo ne velja popolnoma, ker na bazičnost vplivajo tudi drugi dejavniki, kar je razvidno iz Kb metilaminov: dimetilamin ima višjo vrednost Kb kot metilamin, kar se lahko pripiše učinku +I, nižja vrednost Kb trimetilamina pa je posledica steričnih ovir.
- Mezomerni učinek aromatski sistemov

Mezomerni učinek aromatskega obroča (−M) delokalizira nevezni elektronski par dušika v obroču, kar ima za posledico zmanjšanje bazičnosti. Na bazičnost spojine lahko precej vplivajo tudi substituente na aromatskem obroču in njihov položaj glede na amino skupino.
- Stopnja solvatacije protoniranih aminov

Stopnja solvatacije protoniranih aminov je odvisna od dostopnosti molekul topila. Če ima molekula sterične ovire, kakršne ima trimetilamin, je protonirani amin slabo solvatiran in njegova bazičnost je zato šibka. S tem pojavom se lahko pojasni Kb metil-, dimetil- in trimetilamina. V aprotičnih polarnih topilih, kakršna sta dimetilsulfoksid (DMSO) in dimetilformamid (DMF), v katerih obseg solvatacije ni tako velik kot v aprotičnih polarnih topilih, kakršna sta voda in metanol, je bazičnost aminov odvisna skoraj izključno od učinkov elektronov v sami molekuli.

## Sinteze
- Iz primarnih alkil halogenidov (Gabrielova sinteza):

- Iz azidov s Staudingerjevo redukcijo ali z redukcijo z litijevim aluminijevim hidridom (LiAlH4).
- Iz karboksilnih kislin in ketonov s Schmidtovo reakcijo:

- Alilamini se lahko sintetizirajo iz iminov z Aza-Baylis-Hillmanovo reakcijo.
- S Hoffmannovo razgradnjo amidov. Reakcija je primerna samo za sintezo primarnih aminov, ima visoke izkoristke in daje zelo čiste produkte:

- Iz kvarternih amonijevih soli po predobdelavi z močnimi bazami (Hofmannova eliminacija).
- Z redukcijo nitrilov, amidov in nitro spojin:

Nitrili se reducirajo v amine z vodikom v prisotnosti niklja kot katalizatorja, čeprav kisli ali bazični pogoji niso zaželeni zaradi hidrolize −CN skupine. Za redukcijo nitrilov v laboratorijskem obsegu se zato običajno uporablja LiAlH4. LiAlH4 na podoben način reducira tudi amide:
Za redukcijo nitro spojin v amine se uporabljajo elementarni cink, kositer ali železo v refluksu ocetne kisline.
- Nukleofilna substitucija halogeniranih alkanov.[1]. Primarni amini se lahko sintetizirajo z alkiliranjem amonijaka. Halogenirani alkani reagirajo z amini v alkil-substituirane amine, pri čemer se sprošča halogenovodikova kislina. Sinteza, za katero so najbolj primerni alkil jodidi in bromidi, se redko uporablja, ker je zelo težko kontrolirati stopnjo alkiliranja. Če se za sintezo uporabijo terciarni amini, iz njih nastanejo kvarterni amonijevi kationi (Menšutkinova reakcija). Na ta način se lahko pripravi veliko število kvarternih amonijevih soli z različnimi skupinami R, halogenidov in psevdohalogenidnih anionov:

- Iz halogenidov in heksamina (Delepineova reakcija).
- Aril amini se lahko sintetizirajo iz aminov in aril halogenidov (Buchwald-Hartwigova reakcija).
- S hidroaminiranjem alkenov in alkinov:

- S prerazporeditvijo halogeniranih aminov (Hofmann-Löflerjeva reakcija).
- Z aminiranjem alkoholov z amonijakom z nikljem ali zlitinami nikelj/baker kot katalizatorjem..[2]

## Reakcije
- Nukleofilna substitucija. Acil kloridi in kislinski anhidridi reagirajo s primarnimi in sekundarnimi amini že v hladnem in tvorijo amide (Schotten-Baumannova reakcija). Reakcija s terciarnimi amini ni mogoča, ker nimajo razpoložljivega vodikovega atoma. V pebitku alkalij poteče aciliranje tudi z mnogo manj aktivnim benzoil kloridom.

Amini so bazični in s karboksilnimi kislinami tvorijo karboksilate. S segrevanjem na 200 °C se iz primarnih in sekundarnih soli aminov odcepi voda, tako da nastanejo pripadajoči amidi:
- Tvorba amonijevih soli. Terciarni amini R3N reagirajo z močnimi kislinami, na primer z jodovodikovo (HI), bromovodikovo (HBr) in klorovodikovo kislino (HCl), in tvorijo amonijeve soli s splošno formulo R3NH+.
- Tvorba diazonijevih soli. Dušikasta kislina (HNO2) je nestabilna, zato se pripravlja sproti iz zmesi NaNO2 in razredčene klorovodikove (HCl) ali žveplove kisline (H2SO4). Primarni alifatski amini reagirajo s HNO2 in tvorijo zelo nestabilne diazonijeve soli, ki spontano odcepijo dušik in tvorijo karbonijev ion. Iz karbonijevega iona nato nastane zmes alkenov, alkoholov (alkanolov) in alkilhalogenidov. Glavni produkt so alkanoli. Reakcija je za tvorbo alkanolov nepomembna, ker so diazonijeve soli preveč nestabilne celo pri nizkih temperaturah.

NaNO2 + HCl  →  HNO2 + NaCl

Primarni aromatski amini, na primer anilin (C6H5−NH2), tvorijo pri temperaturi od 0 do 5 °C bolj stabilne diazonijeve soli. Pri temperaturah nad 5 °C razpadejo na fenol (C6H5−OH) in dušik. Aromatske diazonijeve soli se lahko izolirajo v kristalni obliki, običajno pa se zaradi nestabilnosti uporabijo takoj po pripravi kar v raztopini. Trdne aromatske diazonijeve soli so občutljive na udarce in povišano temperaturo in eksplodirajo. Aromatske diazonijeve soli so zaradi večje stabilnosti bolj uporabne kot alifatske. S pripajanjem, na primer fenolov, tvorijo azo spojine, ki se uporabljajo predvsem kot rdeča, oranžna in rumena barvila.
- Tvorba iminov. Primarni amini reagirajo s ketoni in aldehidi in tvorijo imine:

RNH2 + R'2C=O  →  R'2C=NR + H2O
Če je aldehid formaldehid (HCHO), so produkti ciklični trimeri. Sekundarni amini reagirajo s ketoni in aldehidi in tvorijo enamine:
R2NH + R'(RCH2)C=O  →  RCH=C(NR2)R' + H2O
- S sulfonil kloridi tvorijo sulfonamide (Hinbergova reakcija je kvalitativni test za prisotnost aminov).
- Z oksidacijo, na primer s peroksimonožveplovo kislino (H2SO5), se amini pretvorijo v nitrozo spojine.
- Z redukcijo kvartetnih amonijevih kationov nastanejo terciarni amini (Emdejeva degradacija).
- S Hofmann-Martiusovo prerazporeditvijo nastanejo iz N-alkil anilinov aril substituirani anilini.
- Primarni in sekundarni amini reagirajo s piridinom in tvorijo piridinijevimi soli (Zinckejeva reakcija).
- Terciarni amini reagirajo s cianogen bromidom in tvorijo organske cianamide (Von Braunova reakcija).

## Biološko delovanje
Amini imajo značilen močan vonj in so toksični. Vonji amonijaka, pokvarjenih rib, urina, gnijočega mesa in sperme so v glavnem sestavljeni iz aminov. V organizmih nastajajo amini z razpadom amino kislin. Amini so tudi mnogi nevrotransmiterji, na primer epinefrin, norepinefrin, dopamin, serotonin in histamin.

## Uporaba

### Barvila
Primarni aromatski amini so surovine za proizvodnjo azo barvil. Amini reagiraji z dušikovo(III) kislino in tvorijo diazonijeve soli, iz katerih s pripajanjem anilina, fenola in drugih organskih spojin nastanejo azo spojine s funkcionalno skupino −N=N−:
Azo spojine so intenzivno obarvane in se uporabljajo predvsem kot barvila. Najbolj znana barvila so:
- metiloranž, ki se uporablja kot indikator pH
- direktno rjavo 138
- sončno rumeno FCF
- skupina barvil ponceau

### Zdravila
Mnoga zdravila so zasnovana tako, da posnemajo ali preprečujejo delovanje naravnih amino nevrotransmiterjev. Najbolj znana zdravila so:
- Klorfeniramin, antihistaminik ki lajša alergijske motnje zaradi prehlada, senenega nahoda, srbeče kože ter pikov in ugrizov žuželk.
- Klorpromazin, pomirjevalo, ki ne povzroča zaspanosti in se uporablja za umirjanje strahu, razburjenja, nespečnosti in celo mentalnih motenj.
- Efedrin in fenilefrin se kot hidroklorida uporabljata kot dekongestanta.
- Amfetamin, metamfetamin in metkatinon so amini, ki dvigujejo raven norepinefrina, serotonina in dopamina v možganih, povzročajo euforijo in so zato na seznamu nadzorovanih substanc.[3]
- Amitriptin, imipramin, lofepramin in amoksapin so terciarni amini in triciklični antidepresivi.
- Nortriptilin, desipramin in amoksapin so sekundarni amini in triciklični antidepresivi.

### Čiščenje plinov
Vodne raztopine monoetanolamina, diglikolamina, dietanolamina, diizopropanolamina in metildietanolamina se uporabljajo za odstranjevanje ogljikovega dioksida (CO2) in žveplovodika (H2S) iz naravnega plina in naftnih derivatov. Uporabljajo se tudi za odststranjevanje CO2 iz dimnih plinov, s čimer se zmanjšajo izpusti toplogrednih plinov.